# Periphragella lusitanica
Periphragella lusitanica är en svampdjursart som beskrevs av Topsent 1890. Periphragella lusitanica ingår i släktet Periphragella och familjen Euretidae. Inga underarter finns listade i Catalogue of Life.